# Итальянский синдикальный союз
Итальянский синдикальный союз (УСИ; ит. USI — Unione Sindacale Italiana) — итальянское профсоюзное анархо-синдикалистское объединение. Является секцией Международной ассоциации трудящихся (МАТ) — анархо-синдикалистского Интернационала. В 1922 году его представители были одними из создателей Международной ассоциации трудящихся.

## Ранняя история
УСИ был основан на учредительном съезде в Модене с 23 по 25 ноября 1912 года как революционно-синдикалистский профсоюз. Его происхождение восходит к 3 ноября 1907 года , когда в Парме собралась конференция профсоюзных организаций, враждебных реформистскому направлению недавно образованного профцентра Всеобщая конфедерация труда. На конференции было принято решение о создании Национального комитета сопротивления с революционной ориентацией. Среди главных инициаторов был лидер Пармской палаты труда Альцесте де Амбрис.
Данное профсоюзное объединение строилось на анархо-синдикалистских принципах, что подразумевало отрицательное отношение к парламентаризму, отказ от сотрудничества с политическими партиями, отрицание необходимости государственного вмешательства в трудовые конфликты в пользу тактики прямого действия, то есть борьбы всех членов профсоюза за свои права без посредников и платных функционеров. При этом УСИ критически относился к работе других профсоюзных объединений.
Главной зоной влияния УСИ был так называемый промышленный треугольник севера (Турин-Милан-Лигурия), в Эмилии, Тоскане и Апулии. Главной опорой анархо-синдикалистов были рабочие и техники металлургической промышленности, каменщики, шахтеры, крестьяне и подёнщики.
В первые годы своего существования УСИ активно участвовала в повседневной забастовочной борьбе трудящихся Италии, стремившихся улучшить условия своей жизни. Кроме того анархо-синдикалисты активно занимались антимилитаристской пропагандой. К 1913 году УСИ стал доминирующим профсоюзным объединением в металлургической промышленности, оттеснив социалистические профсоюзы. Анархисты стремились объединить всех рабочих данной отрасли в единое профобъединение вне зависимости от их квалификации.
Наиболее радикальные «палаты труда» тесно сближались с УСИ, так что анархо-синдикалисты участвовали во всех важнейших трудовых конфликтах, включая Красную неделю 1914 года. Тем не менее начало Первой мировой войны потрясло УСИ конфликтом вокруг вопроса о вмешательстве Италии в войну. Проблема заключалась в наличии в анархо-синдикалистском объединении сторонников участия в войне, профсоюзных «националистов», таких как генеральный секретарь объединения Альцесте Де Амбрис, Филиппо Корридони (в результате их исключили в период 1915—1916 годов) и поначалу Джузеппе Ди Витторио. Лидеры УСИ Армандо Борги (назначенный новым генеральным секретарем) и Альберто Меши активно поддерживали антимилитаристскую линию УСИ.

## Фашистская диктатура
После окончания войны Италия находилась в тяжелой экономической ситуации, что способствовало росту забастовочного движения. Страна оказалась в предреволюционной ситуации, а 1919-1920-й вошли в историю как «красное двухлетие». В это время рабочие, в том числе активисты УСИ, часто захватывали предприятия и организовывали рабочие советы. Особенно сильным рабочее движение было на севере Италии в промышленных районах, и оттуда уже распространялось по всей стране. УСИ играла заметную роль в организации захвата фабрик в Лигурии, и организация достигла, по некоторым данным, своей максимальной численности (около полумиллиона членов против двух миллионов у ВКТ).
После 1920-го активность рабочего движения ослабевает, в то время как набирают силу фашисты во главе с бывшим социалистом Бенито Муссолини. В эти годы активисты УСИ становятся активными борцами с фашизмом, участвуя в постоянных уличных столкновениях с чернорубашечниками. Кульминация наступила в июле-августе 1922 года, когда в Парме, Бари и ряде других городов развернулись настоящие уличные бои с фашистами. В итоге анархисты проиграли, а в октябре 1922 года к власти в Италии пришло правительство фашистов.
После установления Николой Векки в ходе поездки в Москву связей с Профинтерном и Итальянской коммунистической партией, несмотря на попытки его течения привлечь весь профсоюз на коммунистическую орбиту, в 1922 году на Римском конгрессе фракция Векки осталась в меньшинстве, а руководимая им Веронская палата труда исключена из УСИ, который в противовес красным профсоюзам принял участие в Берлинском учредительном конгрессе Международной ассоциации трудящихся вместе с другими анархо-синдикалистскими организациями (такими как немецкая ФАУД и аргентинская ФОРА.
В 1925-м УСИ была объявлена вне закона, однако продолжала свою деятельность, с одной стороны, в Италии, перейдя на нелегальное положение, а с другой как организация в изгнании. Многие активисты УСИ впоследствии сражались против войск мятежного генерала Франциско Франко в ходе гражданской войны в Испании 1936-1939-го годов.

## Воссоздание УСИ
После Второй мировой войны и провозглашения республики прежние члены профсоюза последовали руководящим принципам Федерации анархистов Италии, призывавшей к созданию унитарного движения, и присоединились к Всеобщей Итальянской конфедерации труда (ВИКТ) — Confederazione Generale Italiana del Lavoro (CGIL).
После раскола ВИКТ в 1950 году часть активистов воссоздали УСИ. Правда при этом анархо-синдикалисты были лишь тенью прежней профсоюзной организации, и присутствовали лишь в нескольких областях Италии. Только с конца 1960-х начинается его медленное развитие, и только в конце 1970-х УСИ смог, наконец, действовать официально, имея группы в важнейших регионах страны.

## Современность
На сегодняшний день УСИ представляет собой небольшое профсоюзное объединение, построенное на федералистских принципах и активно участвующее в повседневной борьбе трудящихся Италии. При этом Союз имеет секции по всей территории Италии. Его целью по-прежнему является построение анархистского общества.
Активисты УСИ активно выступают за сокращение рабочего дня при сохранении заработной платы, гарантированные минимальные выплаты для безработных, то есть за выполнение тех условий, которые бы позволили постоянно повышать уровень жизни трудящихся, пока те продолжают вести борьбу за самоуправление против капитализма. В социальном плане УСИ выступает за защиту имеющихся социальных гарантий. Кроме того анархо-синдикалисты являются сторонниками демилитаризации, что является их традиционной позицией.
25-27 апреля 2008 года УСИ провела в Анконе свой 18-й конгресс (считая с 1912 года).

## Первые конгрессы
- I Конгресс — Модена, 23-25 ноября 1912
- II Конгресс — Милан, 4-7 декабря 1913
- III Конгресс — Парма, 20-23 декабря 1919
- IV Конгресс — Рим, 10-12 марта 1922